# Hu Nim
Hu Nim, noto anche con lo pseudonimo di Phoas (Provincia di Kampong Cham, 25 luglio 1930 – Phnom Penh, 6 luglio 1977), è stato un rivoluzionario e politico cambogiano, importante esponente dei Khmer rossi e vittima del regime della Kampuchea Democratica.
Nim occupò importanti cariche governative. La sua lunga carriera politica include cariche all'interno del partito di Norodom Sihanouk Sangkum, la guerriglia comunista , la coalizione del Governo reale d'unità nazionale di Kampuchea in esilio, e l'amministrazione della Kampuchea Democratica, quando la Cambogia si trovava sotto il regime del Partito Comunista di Kampuchea.
Nim aveva la reputazione di essere una tra le menti più aperte e schiette della dirigenza dei Khmer rossi, e fu arrestato, torturato e giustiziato nella prigione di sicurezza di Tuol Sleng nel 1977 durante una purga di partito condotta da Pol Pot.
Nim fu riabilitato durante il periodo della Repubblica Popolare di Kampuchea sostenuta dai vietnamiti che avevano rovesciato i Khmer rossi nel 1979. Fu enfatizzato il suo ruolo di "comunista moderato", con il risultato che la sua storia è citata nel museo di Tuol Sleng.